# Hatinh-Langur
Der Hatinh-Langur (Trachypithecus hatinhensis) ist eine Primatenart aus der Gruppe der Schlankaffen (Presbytini). Er lebt auf der Indochinesischen Halbinsel und wird manchmal als Unterart des Tonkin-Schwarzlangurs oder des Südlichen Schwarzlangurs geführt.

## Merkmale
Hatinh-Languren ähneln den nahe verwandten Tonkin-Schwarzlanguren. Wie bei diesen ist ihr Fell vorwiegend schwarz gefärbt und ein weißer Streifen zieht sich von den Mundwinkeln zu den Ohren. Die weiße Fellzeichnung erstreckt sich bei dieser Art allerdings weiter nach hinten bis auf den Nacken. An der Oberseite des Kopfes befindet sich ein für viele Haubenlanguren typischer Haarschopf. Der Schwanz ist länger als der Körper, die Hände und Füße schmal und der Daumen sehr klein. Diese Primaten erreichen eine Kopfrumpflänge von 50 bis 67 Zentimetern, der Schwanz wird 81 bis 87 Zentimeter lang.

## Verbreitung und Lebensweise

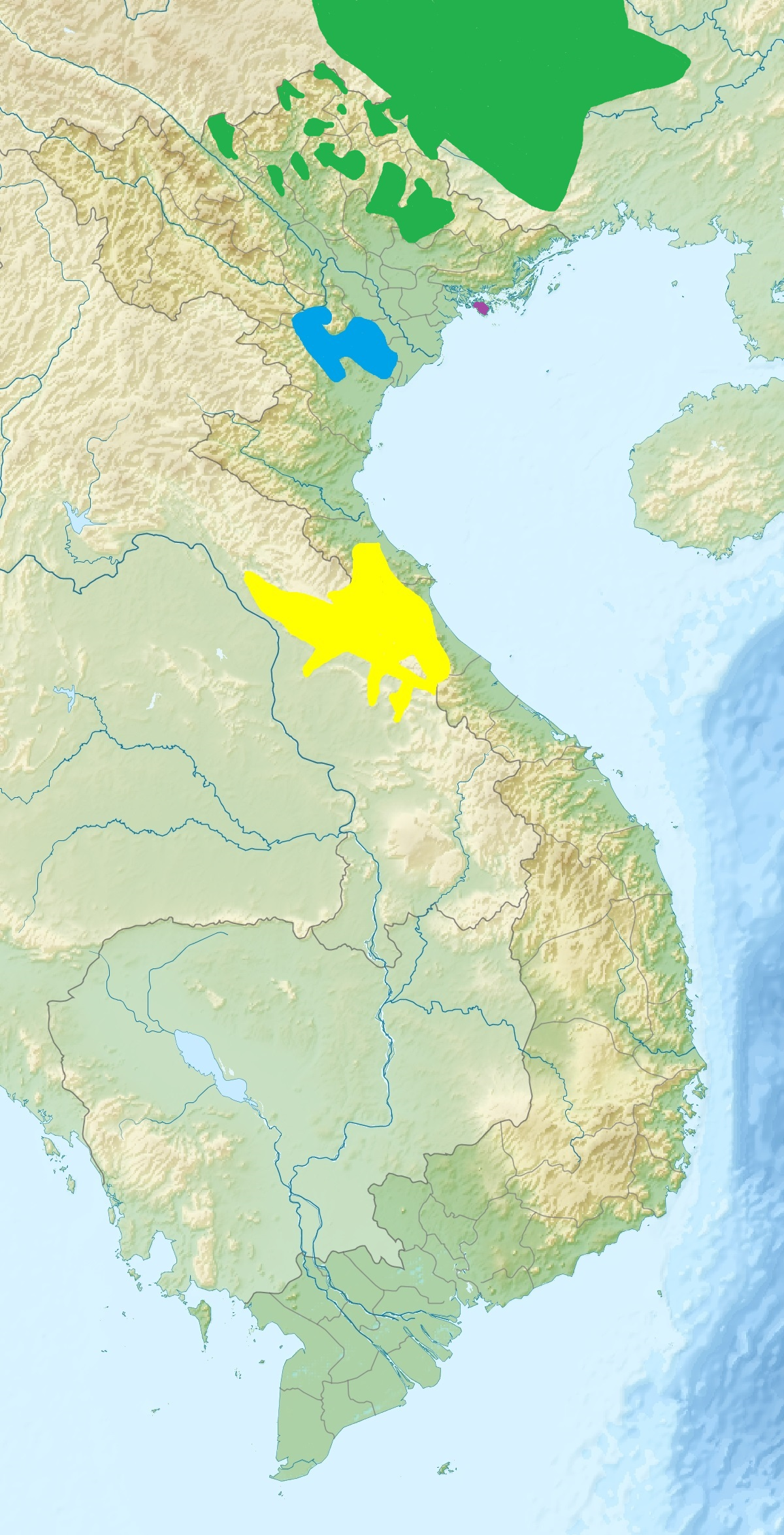
Gelb, das Verbreitungsgebiet des Hatinh-Languren

Hatinh-Languren kommen im zentralen Teil Vietnams vor, sie leben in den Provinzen Quảng Bình und Quảng Trị. Zudem gibt es eine Population im angrenzenden Teil von Laos. Der Gesamtbestand der Art ist unbekannt. Lebensraum dieser Tiere sind bewaldete Kalksteingebiete.
Über die Lebensweise ist wenig bekannt, vermutlich stimmt sie weitgehend mit der des Tonkin-Schwarzlangurs überein. Hatinh-Languren sind tagaktiv und halten sich vorwiegend in den Bäumen auf, zur Nachtruhe ziehen sie sich in Höhlen oder auf Felsklippen zurück. Sie leben in Gruppen von 5 bis 15 Tieren, die sich aus einem Männchen, einem oder mehreren Weibchen und den dazugehörigen Jungtieren zusammensetzen. Sie sind Pflanzenfresser, wobei Blätter den größten Teil der Nahrung ausmachen. Wie alle Schlankaffen haben sie einen mehrkammerigen Magen zur besseren Aufschlüsselung der schwer verdaulichen Nahrung.

## Hatinh-Languren und Menschen
Der Hatinh-Langur wurde 1970 wissenschaftlich beschrieben, war dann aber bis 1992 verschollen. Hauptbedrohung stellen die Bejagung und der Verlust des Lebensraums durch Waldrodungen dar. Die größten Bestände gibt es heute im Phong-Nha-Ke-Bang-Nationalpark in Zentralvietnam, die IUCN listet den Hatinh-Languren als stark gefährdet (endangered).